# Renan Calheiros
José Renan Vasconcelos Calheiros (Murici, 16 settembre 1955) è un politico brasiliano.

## Biografia
Senatore dal febbraio 1995 in rappresentanza dello Stato di Alagoas, dal 1º febbraio 2013 al 1º febbraio 2017 è stato il Presidente del Senato del Brasile.